# アルガロボ (チリ)
アルガロボ（Algarrobo）は、チリのバルパライソ州サンアントニオ県にある都市、コミューンである。チリ中央部の海岸沿いに位置し、サンティアゴの人々にとって人気の避暑地となっている。エルキスコやバルパライソにも近く、アップルケール・コミュニティである。
町の北側に位置するサン・アルフォンソ・デル・マル・リゾートには、世界最大の屋外プールがある。

## 人口動態
以下は、国立統計局の2002年国勢調査による。
- 面積：175.6k㎡（68平方マイル）
- 住民：8,601人
  - 男性：4,369人
  - 女性：4,232人
  - 都市的地域：6,628人（77.1%）
  - 地方：1,973人（22.9%）
- 人口増加：2,633人（44.1%）

## 行政
コミューンであるアルガロボは、3番目の行政区分であり、4年ごとに直接選考される市長によって率いられ、市議会によって政治が行われている。2008年から2012年の市長は、Jorge Luis Pizarro Romeroである。議会は、次のメンバーによって構成される。
- Hipólito Aravena Escobar（PDC）
- Manuel Catalán Aranda（PDC）
- Javier Fuentes Torrealba（RN）
- Luis Núñez Berríos（RN）
- Antonieta Sandoval Solís（PDC）
- José Yáñez Maldonado（無所属）